# Papa Lumière
Papa Lumière, internationaler Titel So long Africa, ist ein französischer Film von Ada Loueilh aus dem Jahr 2015.

## Handlung
Jacques, ein Franzose, der seit mehr als 30 Jahren in der Elfenbeinküste lebt, dort ein Hotel betreibt und zu Reichtum gekommen ist, muss während des Staatsstreichs 2009 das Land Hals über Kopf verlassen. Mit sich nimmt er seine vierzehnjährige Tochter Safi, eine Métis. Wie er hat auch sie die französische Staatsbürgerschaft. Die beiden kennen sich kaum, da Safi seit ihrem sechsten Lebensjahr von ihrer ivorischen Mutter aufgezogen wurde, die während der Unruhen spurlos verschwunden ist. Dem Mädchen ist der mürrische alte Mann völlig fremd, und Jacques ist der Umgang mit Kindern ungewohnt. Ohne finanzielle Mittel landen sie in Roissy, in einem Frankreich, in dem sie keine Verwandten haben, in dem sie niemanden kennen.
Sie werden in ein Lager des Roten Kreuzes in Nizza geschickt, wo sie in einem gemeinsamen Zimmer wohnen. Ohne Geld, ohne Beziehungen, zu alt, hat Jacques Mühe, einen Job zu finden, um ihr Überleben zu sichern. Ein wenig Geld verdient er, indem er Hunde reicher Leute ausführt. Fremd im eigenen Vaterland, auf der sozialen Skala ganz unten angekommen, hilft ihm der Alkohol, sein Elend zu vergessen, während Safi den Gedanken nachhängt, ob ihre Mutter wohl noch lebt.

## Produktion und Veröffentlichung
Der Film ist eine Gemeinschaftsproduktion von France 3 Cinéma und anderen französischen Fernsehsendern.
Die Filmmusik komponierte François-Eudes Chanfrault. Serge Gainsbourg singt das Lied Mon légionnaire. « Le Soleil et la mort ne peuvent pas se regarder en face […] » (deutsch: „Der Tod und die Sonne können sich nicht ins Auge schauen […]“), ein Vers, den Jacques seiner Tochter zitiert und deutet, ist ein Zitat aus den Maximen von François de La Rochefoucauld.
Spielorte waren die Elfenbeinküste, das historische Viertel von Grand-Bassam bei Abidjan, der Flughafen Roissy und Nizza. Gedreht wurde der Film vom 1. Juli bis zum 9. August 2012.
Papa Lumière ist bisher der einzige Film der Regisseurin Ada Loueilh. Ihr Drehbuch trägt stark autobiographische Züge, da sie ihre Kindheit und die Zeit bis zu ihrer Berufsausbildung mit ihren Eltern in der Elfenbeinküste verbracht hat.
Auch für die Darstellerin der Sami, die damals 14-jährige Julia Coma, war es das Filmdebüt. Wie die Autorin in einem Interview sagt, hat sie beim Schreiben des Drehbuchs an Niels Arestrup für die Figur des Jacques gedacht, und Arestrup habe nach Lektüre des Buchs sofort zugesagt.
Der Film kam am 29. Juli 2015 in die französischen Kinos und wurde am 9. Oktober desselben Jahres während des Filmfestivals Mannheim-Heidelberg gezeigt. 2015 veröffentlichte Le Pacte eine DVD in französischer Sprache mit französischen Untertiteln für Hörbehinderte.

## Auszeichnungen
Papa Lumière wurde vom Forum des Auteurs 2012 des Festival international des scénaristes mit einem Preis für das beste Debütdrehbuch ausgezeichnet.

## Kritik
Die Rheinpfalz nennt Papa Lumière einen leisen und präzise beobachteten Debütfilm.
In der französischen Presse erhielt er gemischte Kritiken. Übereinstimmend wird die überragende Leistung von Niels Arestrup gelobt und andererseits auf die Mängel des Drehbuchs mit seiner Tendenz zum Klischee in der Darstellung von Personen, Situationen und Handlungen und das zuweilen „überbordende Pathos“ des Films hingewiesen.
Libération nennt den Film schwach in jeder Beziehung – Drehbuch, Regie, Interpretation, er erzeuge Langeweile. Alain Spira von Paris-Match hält den Film trotz seiner Klischees aber für interessant, insbesondere in Bezug auf sein Thema. Der Film lade ein, den Schicksalen zu folgen, wenn diese continentaux africains zurück nach Frankreich kommen. Dieser Erstlingsfilm faszisniere trotz einiger Klischees, er lade uns ein, dem Schicksalen dieser Afroeuopäer zu folgen, die in der Heimat ihrer Wahl entwurzelt würden und dort wieder eingepflanzt werden, wo früher mal ihre Wurzeln waren. Das persönliche menschliche Drama vom Auslöschen, vom Vernichten eines Vermögens, stütze sich auf das Charisma eines Niels Arestrup, gewaltig in seinem Absturz.
James Travers vom Filmportal French Films widmet dem Film eine ausführliche Analyse. Der Film stecke voller guter Absichten, enthalte einige starke Szenen, es gelinge ihm aber nicht, die Sympathie des Publikums zu wecken. Der Film zeige die Probleme auf, wie wenig willkommen Frankreich seine „Expatriates“ sind, welch dorniger Weg die Immigration nach Frankreich ist. Aber das Drehbuch sei schwach, die Absichten der Regisseurin zu offensichtlich, die ihrer eigentlichen Aufgabe nicht gewachsen sei. So flach der Film aber auch sei, einen Trumpf habe er: Die Performance von Niels Arestrup, der seine „Atlas-gleiche“ Aufgabe mit Bravour meistere.